# Rimantadina
La rimantadina (venduto sotto il nome commerciale di Flumadine), è un farmaco appartenente alla categoria degli antivirali. Il suo esatto meccanismo di funzionamento non è noto, ma si pensa che possa bloccare la riproduzione dei virus. Si può assumere tramite via orale. Il farmaco è stato approvato dall'FDA nel 1994.

## Usi medici
La rimantadina viene utilizzata per prevenire o trattare alcuni tipi di influenza negli adulti, ma a volte trova impiego anche nella prevenzione di alcune forme di questa malattia in età pediatrica.

## Effetti collaterali
Gli effetti collaterali più comuni includono capogiri, secchezza delle fauci, mal di testa, perdita dell'appetito, nausea, nervosismo, mal di stomaco, stanchezza, insonnia, vomito e debolezza. Gli effetti collaterali gravi possono includere rash, orticaria, prurito, difficoltà respiratorie, sensazione di oppressione al petto, gonfiore di bocca, volto, labbra o lingua, confusione, depressione, battito cardiaco accelerato o irregolare, allucinazioni, convulsioni, gonfiore di mani, caviglie o piedi, tremori, difficoltà a camminare.

## Avvertenze
Il ramelteon può compromettere le capacità di guidare o di manovrare macchinari pericolosi. Questo effetto collaterale può essere aggravato dall’alcol o dall’assunzione di altri medicinali.
Prima di iniziare ad assumerla è importante informare il medico:
- di eventuali allergie al principio attivo, ai suoi eccipienti, ad altri farmaci (in particolare a derivati adamantanici) o a qualsiasi alimento
- dei medicinali, dei fitoterapici e degli integratori assunti, in particolare paracetamolo o aspirina
- se si soffre (o si ha sofferto) di problemi renali o epatici o di convulsioni
- se si ha mai assunto un farmaco adamantanico contro l'influenza che non è risultato efficace
- se si ha in programma un vaccino antinfluenzale o si è stati vaccinati negli ultimi 14 giorni
- in caso di gravidanza o di allattamento al seno